# Vietetropis viridis
Vietetropis viridis är en skalbaggsart som beskrevs av Komiya 1997. Vietetropis viridis ingår i släktet Vietetropis och familjen långhorningar.
Artens utbredningsområde är Tibet. Inga underarter finns listade i Catalogue of Life.